# Saint-Saire
Saint-Saire là một xã thuộc tỉnh Seine-Maritime trong vùng Normandie miền bắc nước Pháp.

## Dân số
| 1962                                                   | 1968 | 1975 | 1982 | 1990 | 1999 | 2006 |
| ------------------------------------------------------ | ---- | ---- | ---- | ---- | ---- | ---- |
| 589                                                    | 514  | 433  | 374  | 418  | 477  | 575  |
| <small?Starting in 1962: Population without duplicates |      |      |      |      |      |      |